# Décès en janvier 1994
Décès
- 1990
- 1991
- 1992
- 1993
- 1994
- 1995
- 1996
- 1997
- 1998

Pour une information complémentaire, voir la page d'aide.

| Date        | Nom                   | Activités | Âge | Source |
| ----------- | --------------------- | --- | --- | ------ |
| 1er janvier | Germaine Lacaze       | peintre, graveuse et aquafortiste française                                                                         | 85  |        |
| 1er janvier | Cesar Romero          | acteur américain | 86  |        |
| 1er janvier | Edward A. Thompson    | historien irlandais                                                                                                 | 79  |        |
| 3 janvier   | Louis Mazot           | peintre figuratif français                                                                                          | 74  |        |
| 4 janvier   | Elemer Vagh Weinmann  | peintre hongrois naturalisé français                                                                                | 87  |        |
| 5 janvier   | Eliška Junková        | pilote automobile tchèque                                                                                           | 93  |        |
| 8 janvier   | Pat Buttram           | acteur américain | 78  |        |
| 8 janvier   | René Faye             | coureur cycliste français                                                                                           | 70  |        |
| 9 janvier   | Alain Bienaimé        | Footballeur français                                                                                                | 36  |        |
| 11 janvier  | Charles-Marie Himmer  | évêque belge | 91  |        |
| 13 janvier  | Hervé Alphand         | diplomate français                                                                                                  | 83  |        |
| 14 janvier  | Federica Montseny     | femme politique espagnole                                                                                           | 88  |        |
| 14 janvier  | Delio Rodríguez       | coureur cycliste espagnol                                                                                           | 77  |        |
| 15 janvier  | Gabriel-Marie Garrone | cardinal français de la Curie romaine                                                                               | 92  |        |
| 15 janvier  | Harry Nilsson         | chanteur américain                                                                                                  | 52  |        |
| 15 janvier  | Georges Cziffra       | musicien hongrois                                                                                                   | 72  |        |
| 19 janvier  | Jef Vliers            | footballeur international belge                                                                                     | 61  |        |
| 20 janvier  | Matt Busby            | footballeur international écossais devenu entraîneur. Il fut également sélectionneur de l'Angleterre et de l'Écosse | 84  |        |
| 20 janvier  | Oginga Odinga         | 1er vice-président kényan                                                                                           | 83  |        |
| 22 janvier  | Telly Savalas         | acteur américain | 72  |        |
| 22 janvier  | Graziano Battistini   | coureur cycliste italien                                                                                            | 57  |        |
| 22 janvier  | Jean-Louis Barrault   | comédien français                                                                                                   | 83  |        |
| 24 janvier  | Yves Navarre          | écrivain français                                                                                                   | 53  |        |
| 26 janvier  | Jean-Didier Wolfromm  | écrivain et critique littéraire français                                                                            | 53  |        |
| 27 janvier  | Claude Akins          | acteur américain | 67  |        |
| 29 janvier  | Nick Cravat           | acteur américain | 82  |        |
| 31 janvier  | Pierre Boulle         | écrivain français                                                                                                   | 81  |        |